# Novo Selo (okręg podunajski)
Novo Selo (cyr. Ново Село) – wieś w Serbii, w okręgu podunajskim, w gminie Velika Plana. W 2011 roku liczyła 1229 mieszkańców.